# 羅切斯特 (內華達州)
羅切斯特（英語：Rochester）是位於美國內華達州潘興縣的鬼鎮。

## 歷史
羅切斯特的郵局於1913年設立，其後於1926年停運。

## 地理
羅切斯特所處的海拔為高於海平面2047米（即6716英呎），而該地所採用的時區為UTC-8，即太平洋时区（PST）。同時該地設有夏令時間，為UTC-8調快一小時，即UTC-7（PDT）。